# Horacio López Salgado
Horacio López Salgado (Taxco, 15 settembre 1948) è un ex calciatore messicano, di ruolo attaccante.

## Carriera
Con la Nazionale messicana ha preso parte ai Mondiali 1970.

## Palmarès

### Individuale
- Capocannoniere della Primera División de México: 1

1974-1975 (25 gol)